# RNF212B
RNF212B (англ. Ring finger protein 212B) – білок, який кодується однойменним геном, розташованим у людей на 14-й хромосомі. Довжина поліпептидного ланцюга білка становить 300 амінокислот, а молекулярна маса — 33 570.
| 10         |  | 20         |  | 30         |  | 40         |  | 50         |
| ---------- |  | ---------- |  | ---------- |  | ---------- |  | ---------- |
| MDWFHCNQCF |  | RKDGAHFFVT |  | SCGHIFCKKC |  | VTLEKCAVCG |  | TACKHLALSD |
| NLKPQEKMFF |  | KSPVETALQY |  | FSHISQVWSF |  | QKKQTDLLIA |  | FYKHRITKLE |
| TAMQEAQQAL |  | VSQDKELSVL |  | RKENGELKKF |  | LAILKESPSR |  | YQGSRSITPR |
| PVGITSPSQS |  | VTPRPSFQHS |  | SQVVSRSSSA |  | ESIPYREAGF |  | GSLGQGGRGL |
| QGRRTPRDSY |  | NETPSPASTH |  | SLSYRTSSAS |  | SGQGIFSFRP |  | SPNGHSGHTR |
| VLTPNNFAQR |  | ESTTTLESLP |  | SFQLPVLQTL |  | YQQRRHMGLP |  | SGREAWTTSR |
|            |  |            |  |            |  |            |  |            |

A: Аланін

C: Цистеїн

D: Аспарагінова кислота

E: Глутамінова кислота

F: Фенілаланін

G: Гліцин

H: Гістидин

I: Ізолейцин

K: Лізин

L: Лейцин

M: Метіонін

N: Аспарагін

P: Пролін

Q: Глутамін

R: Аргінін

S: Серин

T: Треонін

V: Валін

W: Триптофан

Білок має сайт для зв'язування з іонами металів, іоном цинку. 